# بوزبورون
بوزبورون (بالتركية: Bozburun)‏ هي بلدة ساحلية صغيرة وبلدية في منطقة مرماريس، في جنوب غرب تركيا. سكانها الدائمين حوالي 2000 نسمة. تقع بوزبورون على ساحل شبه الجزيرة التي تحمل نفس الاسم: «شبه جزيرة بوزبورون» (بالتركية: Bozburun Yarımadası)‏ والتي تمتد بالتوازي مع «شبه جزيرة داتشا» (بالتركية: Datça Yarımadası)‏ في الجنوب. يوجد مُقابل المدينة عبر البحر غرباً مدينة «داتشا» (بالتركية: Datça)‏ كما يقابلها عبر البحر في الجنوب الغربي جزيرة «سيمي» (بالإنجليزية: Symi)‏ اليونانية، واسمها في التركية: جزيرة «صومبكي» (بالتركية: Sömbeki)‏.
على الرغم من أن بوزبورون أكثر هدوءًا من مركزي خليج مرماريس السياحيين المعروفين عالميًا: مارماريس و «إيتشميلار» (بالتركية: İçmeler)‏، إلا أن بوزبورون تُعد اكتشافًا ثمينًا للزائرين الذين يسلكون الطريق الجيد والمتعرج نحو 40 كيلومتر (25 ميل) الخارج من مرماريس جنوباً عبوراً بإيتشميلار ثم وصولاً إلى بوزبورون جنوبهما، بسبب جمال الطبيعة فيها والنباتات النادرة.

## الاقتصاد

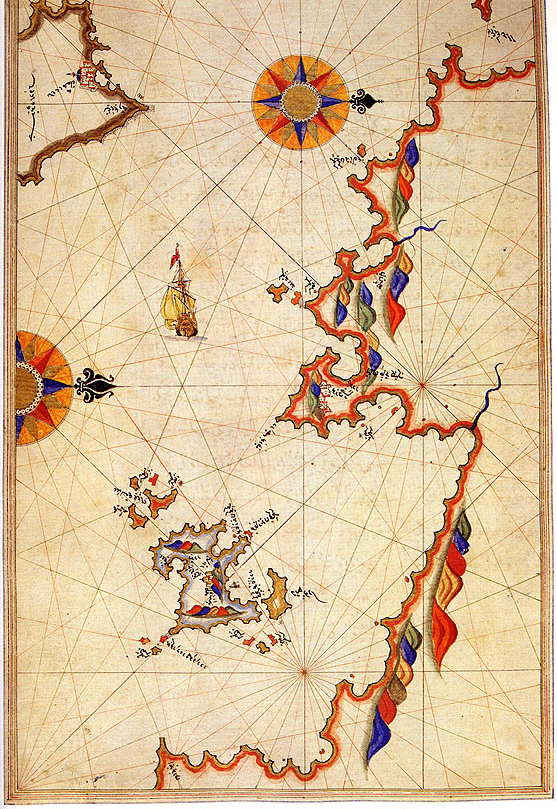
بوزبورون كما تظهر في خريطة بيري ريس (1465م-1555م) القبطان العثماني وراسم الخرائط.

السياحة وصيد الأسماك، وغوص الاسفنج وتربية النحل هي الوسيلة الرئيسية لمعيشة سكانها.
عسل الزعتر المُستخرج منها مشهور في جميع أنحاء تركيا.

### الرحلة الزرقاء
يوجد بها ميناء صغير وجميل وهو أيضا أحد المحطات الرئيسية على طريق السياحة البحرية الشهير «الرحلة الزرقاء» (بالإنجليزية: Blue Cruise)‏. يوجد حولها خلجان صغيرة كثيرة في البحر البكر النظيف جداً حولها.

### بناء السفن الشراعية الخشبية
تشتهر بوزبورون في المنطقة أيضًا ببناء السفن الخشبية الشراعية ذات التصميمات التقليدية ثنائية الصاري أو ثلاثية الصاري (بالتركية: gulet)‏، على قدم المساواة والشهرة مع بودروم (بالتركية: Bodrum)‏ و«جولُّوك» (بالتركية: Güllük)‏ .

### الرخام
في العصور القديمة، كانت منطقة بوزبورون تشتهر بمحاجر الرخام، والتي هي في الأصل أحد التفسيرات المقترحة لأصل تسمية: مرماريس الآتية من كلمة «مرمر» بمعنى «رخام». كانت المحاجر لا تزال تعمل حتى زمن الرحالة تشارلز تيكسير (بالإنجليزية: Charles Texier)‏ الذي عاش في القرن التاسع عشر والذي ذكرها في كتاباته.
منذ القدم، كان الرخام منتجًا مهمًا للتصدير بالنسبة للمنطقة بأكملها التي تُسمى الآن محافظة موغلا الحالية، وتوجد احتياطيات ضخمة من الرخام (المرمر) تبدأ من مدينة كنيدوس (بالتركية: Knidos)‏ الأثرية القديمة في طرف شبه جزيرة داتشا (بالتركية: Datça)‏ وصولا إلى المنشآت الحديثة في مدينة ومديرية «كافاكليديري» (بالتركية: Kavaklıdere)‏ الداخلية البعيدة عن الشاطئ في عصرنا الحالي.
لا توجد محاجر في بوزبورون حاليًا، لكن أبحاث التنقيب جارية، ويتم الرجوع أحيانًا إلى الوثائق والآثار التاريخية أيضًا، لتحديد مواقع محاجر الرخام القديمة.

## معرض الصور

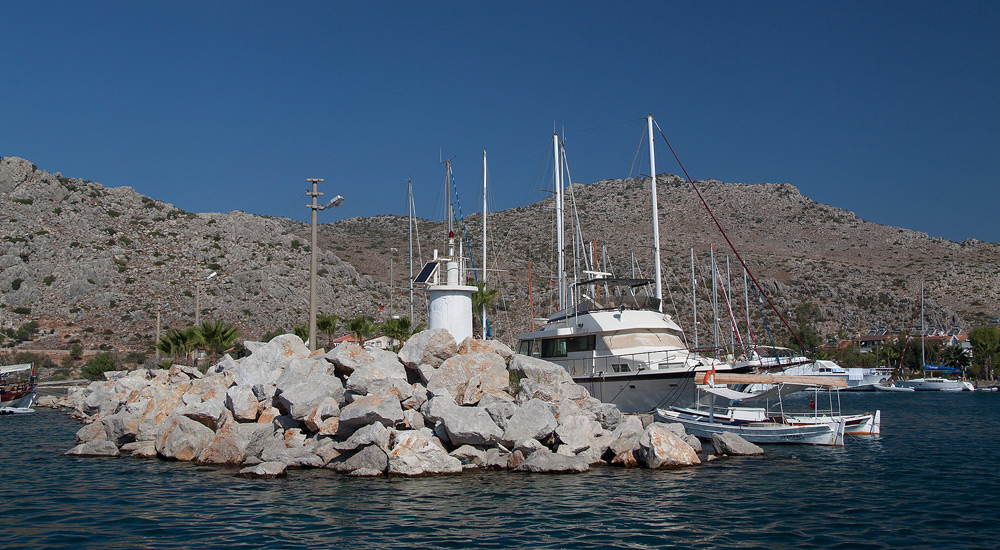
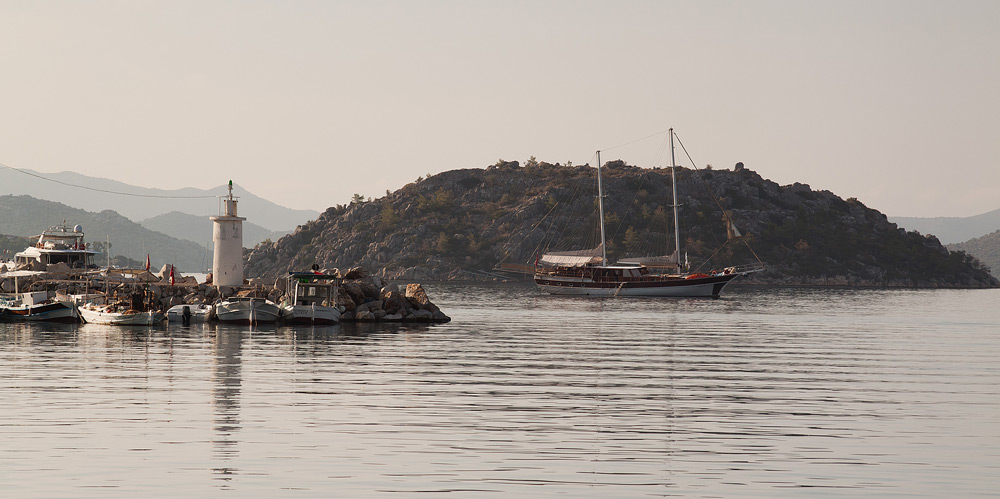
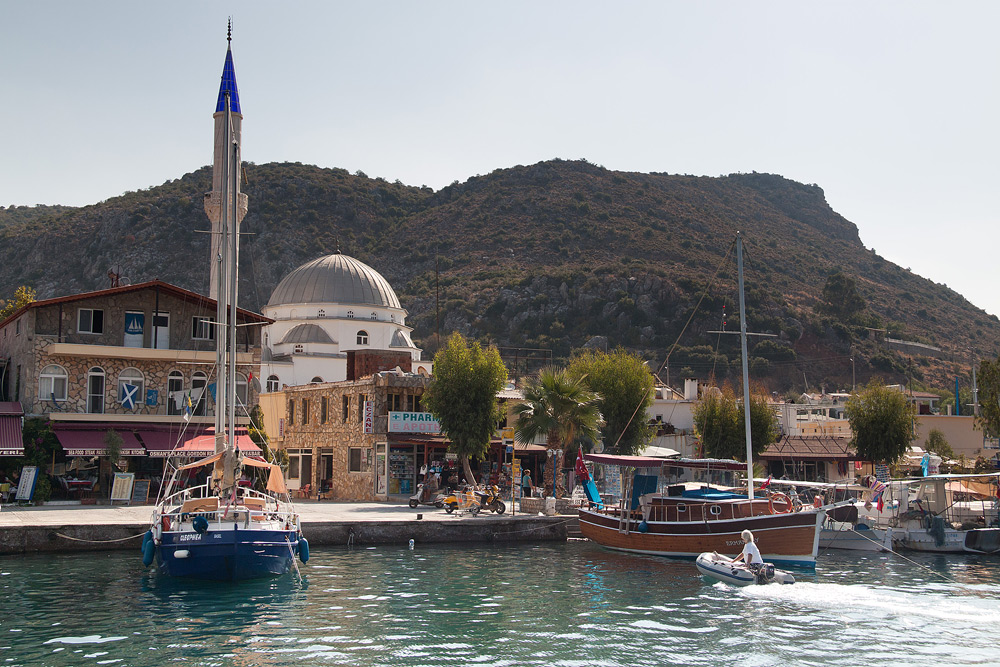
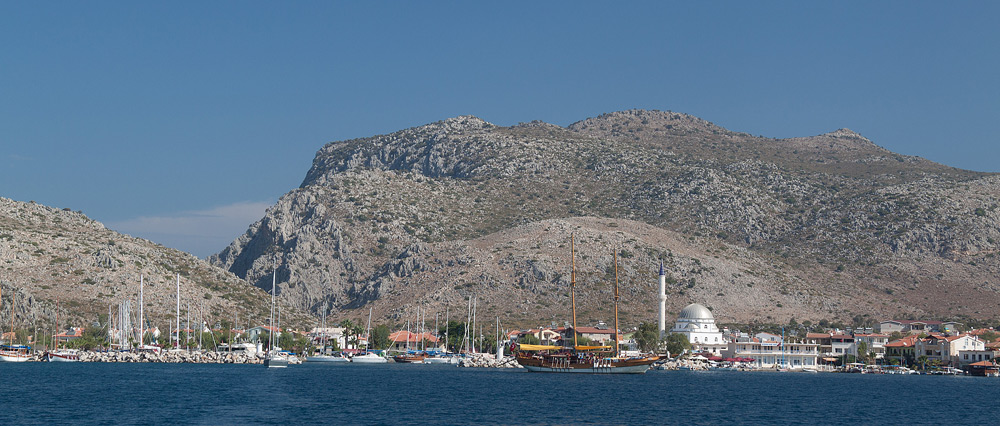
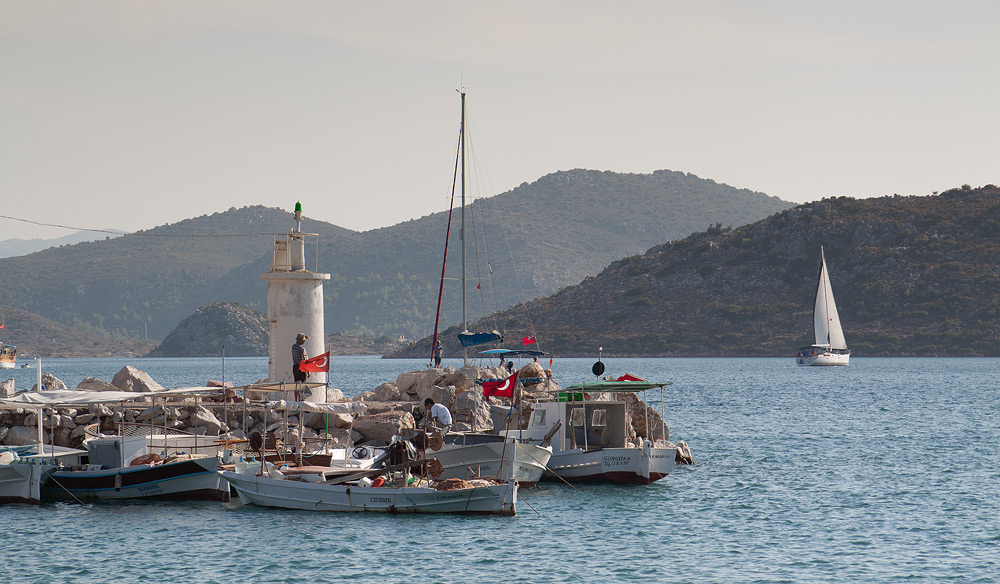
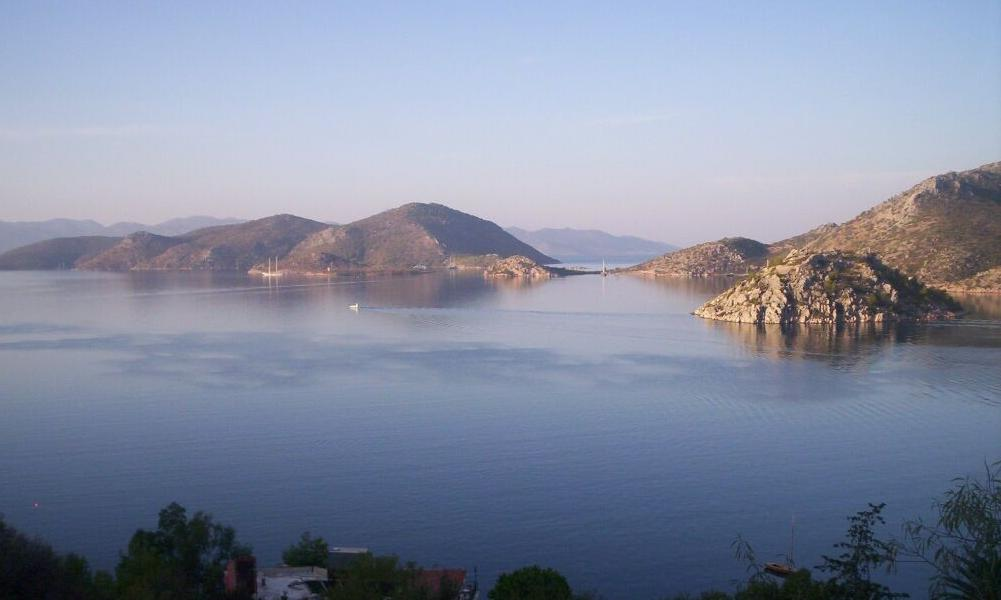
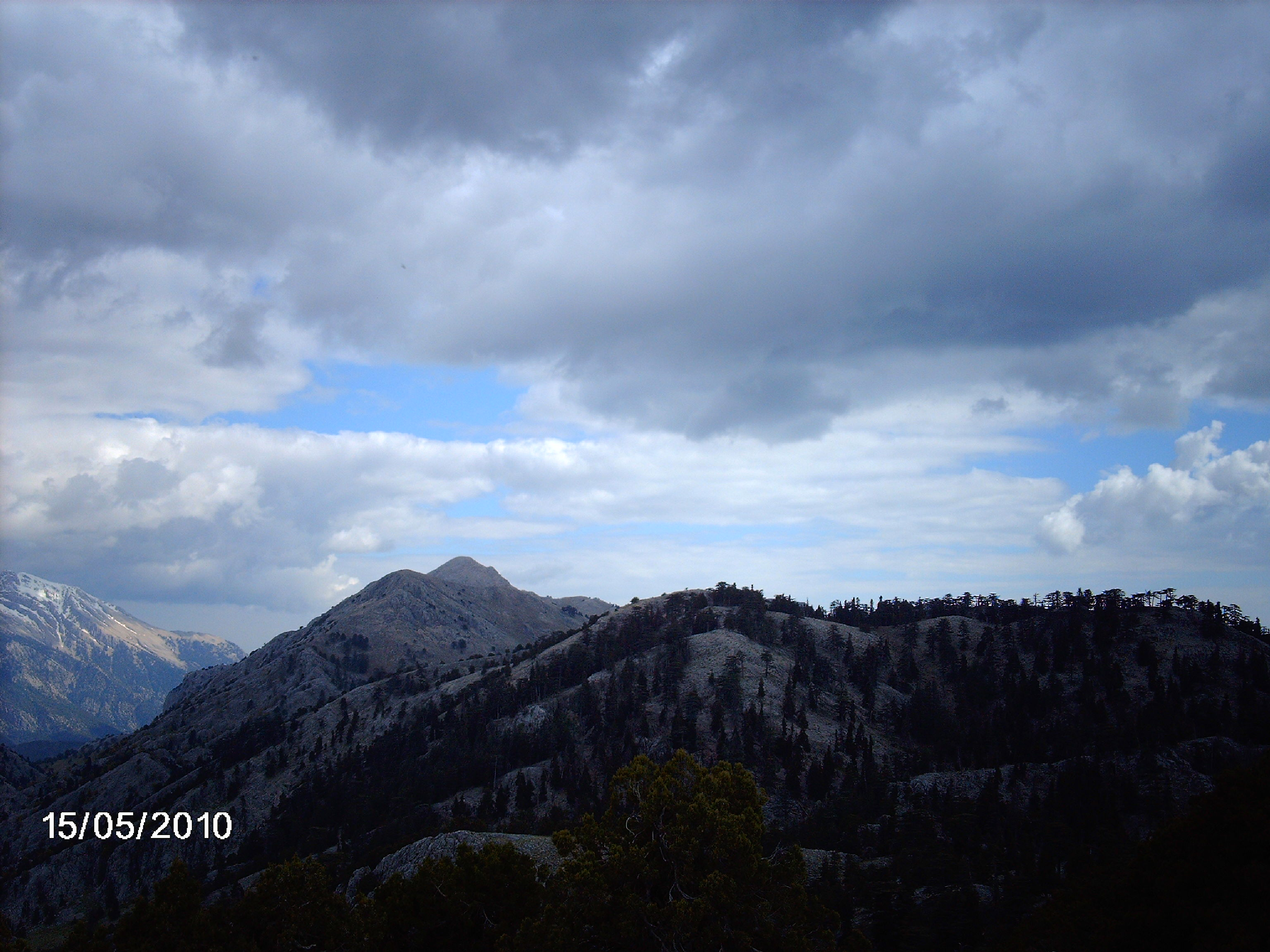